# Mingguang

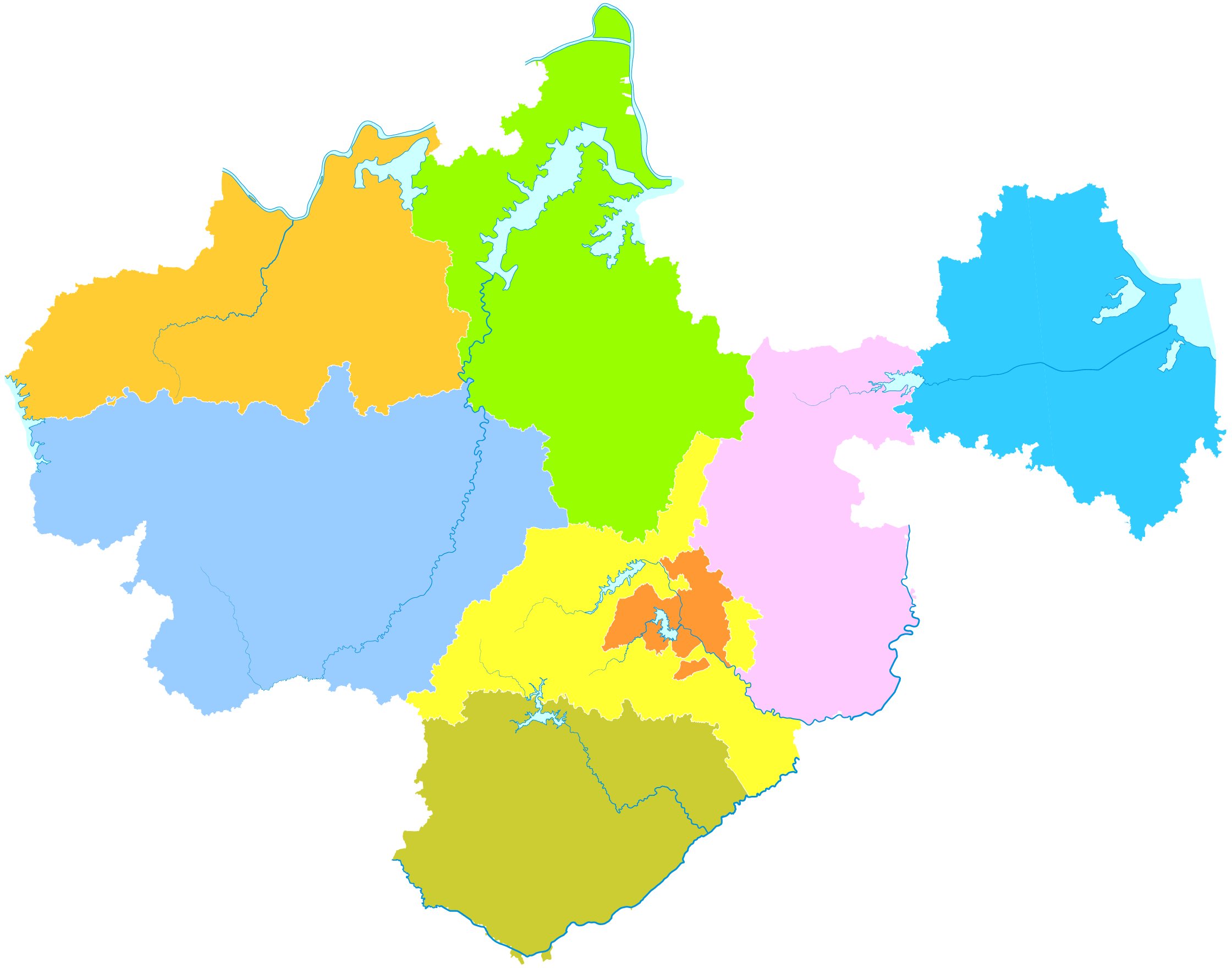
Lage der kreisfreien Stadt Mingguang im Gebiet der bezirksfreien Stadt Chuzhou

Die Stadt Mingguang (chinesisch 明光市, Pinyin Míngguāng Shì) ist eine kreisfreie Stadt der bezirksfreien Stadt Chuzhou in der chinesischen Provinz Anhui. Sie hat eine Fläche von 2.335 Quadratkilometern und zählt 485.627 Einwohner (Volkszählung 2020). Mingguang erhielt zum 31. Mai 1994 den Status einer kreisfreien Stadt.

## Administrative Gliederung
Auf Gemeindeebene setzt sich Mingguang aus vier Straßenvierteln, zwölf Großgemeinden und einer Gemeinde zusammen.